# Korzeńsko
Korzeńsko (deutsch Korsenz) ist ein Dorf in der Gemeinde Żmigród im Powiat Trzebnicki der polnischen Woiwodschaft Niederschlesien. Es liegt etwa acht Kilometer nördlich von der Stadt Żmigród (deutsch Trachenberg). Das Dorf hatte 916 Einwohner im Jahr 2011.

## Geschichte
Ab 1815 gehörte das Dorf zum Landkreis Militsch in der preußischen Provinz Schlesien, die zwischen 1871 und dem Ende des Zweiten Weltkriegs (1939–45) einen Teil des Deutschen Reichs bildete.
Ab 1920 verlief zwischen Korsenz und Rawitsch die deutsch-polnische Grenze.

## Sehenswürdigkeiten
- Katholische Heilig-Kreuz-Kirche, errichtet 1725[2]
- Evangelischer Friedhof, errichtet in der Mitte des neunzehnten Jahrhunderts[3]

## Verkehr
Korzeńsko liegt an der E 261, die von Schwetz nach Breslau führt.
Der Korsenzer Bahnhof liegt an der Bahnstrecke Wrocław–Poznań.